# Saposchkowski rajon
Der Saposchkowski rajon (russisch Сапожковский район) ist ein Rajon in der Oblast Rjasan in Russland. Das Verwaltungszentrum des Rajons ist die Siedlung städtischen Typs Saposchok.

## Geographie
Der Saposchkowski rajon grenzt im Norden an den  Schilowski rajon, im Westen an den Korablinski rajon, im Osten an den Putjatinski rajon, im Süden an den Ucholowski rajon sowie den Sarajewski rajon.
Das Klima ist gemäßigt kontinental.
Der Rajon gliederte sich in eine Stadtgemeinde und 4 Landgemeinden.

## Geschichte
Der Saposchkowski rajon wurde im Jahre 1929 gegründet.

## Politik
Oberhaupt des Rajons ist Ljudmila Nowikowa.